# Ошин
 Тази статия е за селото в Гърция.  За селото в България вижте Ошаните.  
Ошин, още Ошен или Ошани (на гръцки: Αρχάγγελος, Архангелос, до 1925 година Όσσιανη, Осяни, на мъгленорумънски: Ossiani, на румънски: Oşani), е село в Егейска Македония, в област Централна Македония, дем Мъглен, Гърция.

## Георгафия
Селото е разположено на 820 m надморска височина високо в северозападната част на планината Паяк, на 33 km североизточно от Къпиняни. На северозапад от Ошин е планината Кожух (Дзена), а на юг е връх Козяк. На изток е разположено голямото влашко село Люмница (Скра).

## История

### Етимология на името
Според Теодор Капидан името на селото произлиза от турската дума хош (добре) и оттам Хошани и Ошани. Според друга версия е от латинската дума hostia, приношение, жертва. Трета версия го свързва с българската дума осем, тоест осмото село, основано от жителите на седемте села.

### Античност и Средновековие
Археологически разкопки в 1973 година разкриват некропол от късноримската епоха. Визнатийските автори говорят за село Хостяни или Хостянес (Χώστιανη, Χώστιανες).

### В Османската империя
В края на XIX век Ошин е едно от големите влашки (мъгленорумънски) села във Влахомъглен. Според традицията е основано от жителите на седем села. Александър Синве („Les Grecs de l’Empire Ottoman. Etude Statistique et Ethnographique“), който се основава на гръцки данни, в 1878 година пише, че в Осани (Ossani), Мъгленска епархия, живеят 1500 гърци. Според статистиката на Васил Кънчов („Македония. Етнография и статистика“) в 1900 година в Ошин живеят 1500 власи християни.
В Ошин пуска корени румънската пропаганда и власите в селото се откъсват от елинизма и започват да се румънеят. От 1884 до 1920 година в селото има румънско училище. В 1906 година в него преподава Стоя Пампор. В селото в 1895 – 1896 година е основан комитет на ВМОРО и селяните подпомагат четата на Иванчо Карасулията, заради което в 1905 година 20 души от селото са осъдени на различни срокове затвор. В 1905 година гръцки андарти нападат Ошинския манастир и убиват игумена му.
Според секретаря на Българската екзархия Димитър Мишев („La Macédoine et sa Population Chrétienne“) в 1905 година в Ошани има 1260 власи и в селото има влашко училище.
До Балканската война в селото функционират две църкви – „Свети Николай“, в която се служи на гръцки и „Света Богородица“, в която се служи на румънски език.
По време на Балканската война 4 души от Ошин се включват като доброволци в Македоно-одринското опълчение.

### В Гърция
През войната селото е окупирано от гръцки части и остава в Гърция след Междусъюзническата война. Боривое Милоевич пише в 1921 година („Южна Македония“), че Ошин има 200 къщи власи християни. По време на Първата световна война, тъй като селото е на фронтовата линия, населението му е изселено.
От 1919 година е самостоятелна община, към която в 1928 година е присъединен и Ошинският манастир „Свети Архангел Михаил“. В 1925 година селото е преименувано на Архангелос на името на манастира.
В 1925 година 85 семейства от селото се изселват в Румъния и са настанени в Добруджа - Кочина, Айдоду, както и в Букурещ.
В 1956 година към Ошин е присъединено и землището на заличеното съседно българско село Лесково. В 1997 година общината е присъединена към дем Къпиняни (Ексаплатанос).
Ошин е най-голямото мъгленовлашко село. Според изследване от 1993 година селото е чисто влашко (709 жители в 1981 г.) и влашкият език в него е запазен отлично. Жителите на селото днес се заимават предимно с животновъдство, земеделие и туризъм. Произвеждат се картофи и череши.
Основни забележителности са Ошинският манастир „Свети Архангел Михаил“, на който е прекръстено и селото и селската църква „Свети Николай“, изписана през 1842 година от майсторите крушевчани Анастас и Наум. В селото фунционира Културно-образователната асоциация на власите в Архангелос. В Солун също има Асоциация на солунчаните от Архангелос.
| Име                       | Име               | Ново име         | Ново име           | Описание                                                           |
| ------------------------- | ----------------- | ---------------- | ------------------ | ------------------------------------------------------------------ |
| Горичка                   | Κορίσκα           | Дасаки           | Δασάκι             | връх в Паяк на Ю от Лесково                                        |
| Лоске                     | Λόσκε             | Какотопия        | Κακοτοπιά          | връх в Паяк на Ю от Лесково                                        |
| Сьопища Страна            | Σιόπιστα Στράνα   | Плая             | Πλαγιά             |                                                                    |
| Бистрица                  | Μπρίστριτσα       | Катарорема       | Καθαρόρεμα         | река Ю от Лесково                                                  |
| Здупут                    | Σδούπουτ          | Крио             | Κρύο               | река на Ю от Лесково                                               |
| Студен рид                | Στουντέν Ρίντ     | Крия Корифи      | Κρύα Κορυφή        | връх в Паяк на СЗ от Лесково                                       |
| Гюрва глава               | Γκούρβα Γκάβα     | Мегало Кефали    | Μεγάλο Κεφάλι      | връх в Паяк на Ю от Лесково                                        |
| Копривища                 | Κοπρίβιστα        | Цукнидес         | Τσουκνίδες         | река в Паяк на Ю от Лесково                                        |
| Кересна                   | Κερασάν           | Филоксени        | Φιλόξενη           | местност в Паяк на Ю от Ошин                                       |
| Таслански рид             | Γιασλάν Σικρίτ    | Ксапломени       | Ξαπλωμένη          | връх в Паяк на Ю от Ошин                                           |
| Лесковски чаири           | Τσαΐρια Λεσκόβου  | Лептокария       | Λεπτοκαρυά         | местност в Паяк на Ю от Ошин и на И от Лесково                     |
| Трап ди Генеш             | Τράπ Ντί Γκενές   | Мегало Рема      | Μεγάλο Ρέμα        | река на ЮИ от Лесковски ливади                                     |
| Елешница                  | Έλέσνιτσα         | Лептокариес      | Λεπτοκαρυές        |                                                                    |
| Дреска                    | Ντρέσκα           | Каламиес         | Καλαμιές           | връх в Паяк на ЮИ от Ошин                                          |
| Беш бунар                 | Μπες Μουνάρ       | Пенде Пигадия    | Πέντε Πηγάδια      | извор в Паяк на Ю от Ошин                                          |
| Трите буки или Трите буке | Τρίτε Μπουκε      | Трис Оксиес      | Τρεις Όξυές        | връх в Паяк на Ю от Ошин и на И от Лесково                         |
| Блацо                     | Μπάλτο            | Нерократима      | Νεροκράτημα        | местност И от Лесково                                              |
| Криклюса                  | ’Ηρικλειοϋσα      | Ираклия          | ’Ηράκλεια          | местност в Паяк на Ю от Ошин и на И от Лесково                     |
| Скрека Барта              | Σκρέκα Μπάρτα     | Пирокорифи       | Πειροκορυφη        | връх в Паяк на Ю от Ошин и на СИ от Лесково (1235,2 m)             |
| Авдулия                   | Άβδούλια          | Врахаки          | Βραχάκι            | връх в Паяк на Ю от Ошин                                           |
| Скрека ди Пероса          | Σκρέκα Ντι Περόσα | Петромата        | Πετρώματα          | връх в Паяк на ЮИ от Ошин (1273,5 m)                               |
| Сопата Пополи             | Σόπατα Τόπολη     | Вриси            | Βρύση              | извор на ЮЗ от Ошин и на СИ от Лесково С под Скрека Барта (1235 m) |
| Кликниш                   | Κλίκνις           | Катистра         | Καθίστρα           | връх в Паяк на ЮЗ от Ошин                                          |
| Скрека Клоздис            | Σκρέκα Κλόζντις   | Амбелия          | Άμπέλια            | връх в Паяк на ЮИ от Ошин                                          |
| Арнаут                    | Άρναούτ           | Вриси            | Βρύση              | извор в Паяк на ЮИ от Ошин                                         |
| Врица                     | Βρίτσα            | Аргелаос         | Άρχελάος           | река в Паяк Ю от Ошин                                              |
| Фаго Луцули               | Φάγο Λούτσουλι    | Андифилос        | Άντίφιλος          | местност в Паяк на ЮИ от Ошин                                      |
| Дуфка Петкали             | Ντούφκα-Πέτκαλη   | Корифи           | Κορυφή             | местност в Паяк на ЮИ от Ошин                                      |
| Линди                     | Λίντι             | Профитис Илияс   | Προφήτης ’Ηλίας    | местност в Паяк на Ю от Ошин                                       |
| Извор                     | Ίσβορ             | Пиги             | Πηγή               | река на И от Ошин                                                  |
| Фузети                    | Φουζέτι           | Арнорема         | Άρνόρεμα           | река на И от Ошин                                                  |
| Гроб Гьоргали             | Γκρὸπ Γκιόργαλι   | Тафос ту Георгиу | Τάφος τοϋ Γεωργίου | местност в Паяк на СИ от Ошин                                      |
| Серино Лютулу             | Σερίνο Λιουτουλου | Тимомени         | Θυμωμένη           | местност в Паяк на И от Ошин                                       |
| Скрека ди Леген           | Σκρέκα Ντί Λέγκιν | Макрокорифи      | Μακροκορφή         | връх в Паяк на И от Ошин                                           |
| Мусов гроб                | Γκρόπα Μόσιε      | Тафос ту Мицу    | Τάφος του Μήτσου   | връх в Паяк на И от Ошин                                           |

| Година    | 1913 | 1920 | 1928 | 1940 | 1951 | 1961 | 1971 | 1981 | 1991 | 2001 | 2011 | 2021 |
| --------- | ---- | ---- | ---- | ---- | ---- | ---- | ---- | ---- | ---- | ---- | ---- | ---- |
| Население | 1219 | 826  | 786  | 980  | 879  | 840  | 764  | 709  | 666  | 686  | 623  | 540  |

## Личности
Родени в Ошин
- Аврам Георгиев (Avram Dzega[24]), български революционер, деец на ВМОРО[10]
- Атанас Тонко, български революционер, деец на ВМОРО[10]
- Божин Христов (1886 – ?), македоно-одрински опълченец, 1 рота на 11 сярска дружина[25]
- Георгиос Самардзидис (Γεώργιος Σαμαρτζίδης), гръцки учител и андартски деец, агент от трети ред[26]
- Гоно Пелтека (Γεώργιος, Γκόνος, Γκόνας Πελτέκης), гъркомански андартски деец[27]
- Гушу Гага, румънски просветен деец, преподавал в Хума и Калин камен[9]
- Димитър и Георги Иванови Левенови, български революционери, дейци на ВМОРО[10][28]
- Димитър Щуров, български революционер, деец на ВМОРО[10]
- Иван Стоянов (1891 – ?), македоно-одрински опълченец, 2 рота на 3 солунска дружина[29]
- Манол Георгиев (Георгев, 1885 – 1916), македоно-одрински опълченец, четата на Ичко Димитров, 3 рота на 14 воденска дружина,[30] загинал през Първата световна война[31]
- Михаил Христо Златарев (? – 1904), български революционер, деец на ВМОРО, убит на 26 юни 1904 година в Падалище край Църна река[28]
- Михаил Попгеоргиев, български революционер, деец на ВМОРО[10]
- Пено Влайков, български революционер, деец на ВМОРО[10]
- Петко Тюфекчиев, български революционер, деец на ВМОРО[10]
- Петре Чумпаляков, български революционер, деец на ВМОРО[10]
- Петър Стоянов (1892 – ?), македоно-одрински опълченец, 4 рота на 3 солунска дружина[32]
- Ризо Маджаров, български революционер, деец на ВМОРО[10]
- Стоян Байчошев (Бойчош, ? – 1908), български революционер, деец на ВМОРО, убит на 18 март 1908 година в Моин заедно с Никола Гърков[10][28]
- Трифон Мурдзос (Τρύφων Μούρτζος), гръцки андартски деец, агент от трети ред[33]
- Христо Златарев, български революционер, деец на ВМОРО[10]
- Христо Пампор (? – 1905), български революционер, деец на ВМОРО, убит на 21 март 1905 година при Лесково[10][28]
- Христос Иконому (Χρήστος Οικονόμου), гръцки андартски деец[26]
- Яне Маджаров, български революционер, деец на ВМОРО[10]